# مشاع سه رضاآباد
مشاع سه رضاآباد یک منطقهٔ مسکونی در ایران است که در استان کرمان و شهرستان رودبار جنوب واقع شده‌است. مشاع سه رضاآباد ۸۴ نفر جمعیت دارد.